# Kuluse
Kuluse (Duits: Kullus) is een plaats in de Estlandse gemeente Lääne-Nigula, provincie Läänemaa. De plaats heeft de status van dorp (Estisch: küla).
Tot in oktober 2017 lag Kuluse in de gemeente Martna. In die maand werd Martna bij de fusiegemeente Lääne-Nigula gevoegd.
De rivier Rannamõisa stroomt door het dorp.

## Bevolking
Het dorp had 13 inwoners op 31 december 2011 en 12 inwoners op 31 december 2021.

## Geschiedenis
Kuluse werd voor het eerst genoemd in 1590 onder de naam Kolosa. In 1598 stond de plaats bekend als Kullis by (by is Zweeds voor dorp). In 1688 heette ze Kullas en in 1798 Kullus. Ze was het enige dorp op het landgoed van de kerk van Martna.
In de periode 1977-2005 maakte Kuluse deel uit van Martna.